# Lamin K. Saho
Lamin Kebba „Nafa“ Saho (* 9. August 1944 in Salikene; † 6. Mai 2007 in Großbritannien) war ein gambischer Politiker, Diplomat und Unternehmer.

## Leben
| Parlamentswahl | Stimmen | Stimmanteil |
| -------------- | ------- | ----------- |
| 1977           | 1.790   | 40,74 %     |
| 1982           | 2.372   | 51,30 %     |
| 1987           | 2.844   | 49,83 %     |
| 1992           | 2.726   | 45,27 %     |

Saho, der die Volksgruppe der Mandinka angehörte, erhielt seine Ausbildung an der Armitage School, bevor er 1964 an das Yundum College ging, wo er ein Lehrzertifikat erhielt. Danach arbeitete er in verschiedenen Berufen in Europa, hauptsächlich in Westdeutschland. Anschließend besuchte er die Ruhr-Universität Bochum, wo er einen MA in Soziologie und 1975 einen Ph.D. in Politikwissenschaft erlangte.
Saho kehrte kurz vor den Parlamentswahlen 1972 nach Gambia zurück. Da er zu spät kam, um selbst zu kandidieren, unterstützte er seinen älteren Bruder Baboucarr K. Saho als unabhängigen Kandidaten im Wahlkreis Central Baddibu gegen Sheriff Dibba. Zusammen mit Momodou Manneh, einem weiteren Mandinka aus Salikene, sorgte er auch für eine umfassendere Führung der Unabhängigen in Baddibu. Nach der Wahl versuchte Saho jedoch, mit der People’s Progressive Party (PPP) Frieden zu schließen. Nur einen Monat nachdem Dibba im September 1975 die National Convention Party (NCP) gegründet hatte, wurde Saho als PPP-Kandidat für Central Baddibu ausgewählt. Nachdem er bei den Parlamentswahlen 1977 gegen Dibba verloren hatte, war Saho als Geschäftsführer der staatlichen Seagull Fisheries Ltd. (1977–1979) und später als gambischer Hochkommissar in Sierra Leone (1979–1981) berufen. 1982 besiegte Saho Dibba (der zum Zeitpunkt der Wahl im Gefängnis saß) mit nur 120 Stimmen und wurde anschließend zum parlamentarischen Sekretär im Landwirtschaftsministerium ernannt. 1987 gewann Saho erneut und besiegte Dibba dieses Mal mit nur 95 Stimmen Vorsprung, obwohl die knappe Mehrheit unweigerlich Zweifel an der Richtigkeit des Ergebnisses aufkommen ließ.
Saho wurde nach der Wahl im März 1987 vom Präsidenten Dawda Jawara zum Minister für Information und Tourismus ins Kabinett befördert und im Mai 1990 entlassen, als er die von Sanna Manneh, Herausgeber der Zeitung The Torch, gegen ihn erhobenen Korruptionsvorwürfe nicht widerlegen konnte. Dennoch wurde er als PPP-Kandidat für Central Baddibu für die Wahl 1992 übernommen, unterlag jedoch Dibba deutlich.
Saho kehrte zu seiner Geschäftstätigkeit zurück und wurde bei der Gründung im Dezember 1994 Vorstandsvorsitzender und Geschäftsführer von Atlantic Airlines. Im Juli 1996 wurde er jedoch wegen seiner Beteiligung an einem Fall von schwerem Finanzbetrug und Erpressung verhaftet, der sich hauptsächlich gegen deutsche Besucher in Gambia richtete. Er verbüßte fünf Monate in Haft, bevor er im Dezember 1996 freigelassen wurde. Danach kehrte er auf seinen früheren Posten bei Atlantic Airlines zurück, die daraufhin zusammenbrach. Anfang 2000 war er der Alliance for Patriotic Reorientation and Construction (APRC) beigetreten. Nachdem das Einfrieren seiner Vermögenswerte Anfang 2001 aufgehoben worden war, war er bei der Präsidentschaftswahl 2001 Mitglied des APRC-Wahlkampfkomitees in der North Bank Division.
Saho zog später nach Großbritannien, wo er am 6. Mai 2007 starb.